# Вольное российское собрание
Вольное российское собрание (ВРС) — литературная и научная общественная организация, существовавшая при Московском университете с 1771 по 1787 год. Общество было создано по инициативе куратора Московского университета И. И. Мелиссино. Оно должно было решать актуальные задачи развития исторических и филологических наук в России, а также способствовать развитию русской литературы и языка. Программные цели: «исправление и обогащение» русского языка, составление словаря русского языка, введение в обиход русских научных терминов, публикация исторических источников. 
Первое заседание Собрания состоялось 2 августа 1771 года в университетском доме у Воскресенских ворот, на нём был установлен порядок дальнейшей работы общества. Заседания членов Собрания проводились еженедельно, по субботам, в течение трёх часов, под председательством одного из кураторов, а в его отсутствие — директора университета. Председателем Собрания избран И. И. Мелиссино, а его «наместником» — директор Московского университета М. В. Приклонский. Собрание назначало секретаря для ведения протокола и издания своих трудов (бессменным секретарём был профессор А. А. Барсов) и казначея для хранения денежных средств, поступавших в виде пожертвований от почётных членов и меценатов.
Собрание составляли действительные члены «присутствующие» и «отсутствующие» (не более 51), и почётные члены. Мелиссино надеялся на высочайшее покровительство со стороны императрицы Екатерины II, но добиться этого не удалось.
В число действительных членов (51 человек) входили профессора университета, а также многие государственные и общественные деятели России — Е. Р. Дашкова, Г. А. Потёмкин-Таврический, П. Г. Демидов, историки М. М. Щербатов, Г. Ф. Миллер, Н. П. Рычков, писатели Н. И. Новиков, В. Г. Рубан, М. М. Херасков, В. И. Майков, Д. И. Фонвизин, А. П. Сумароков, М. Н. Муравьёв, М. И. Коваленский, Г. Р. Державин, Я. Б. Княжин, М. И. Прокудин-Горский, А. А. Нартов и др. Почётными членами Собрания были представители дворянской аристократии, покровительствующие просвещению: князья П. И. Репнин, Н. Н. Трубецкой, А. Б. Куракин, графы П. Б. Шереметев, З. Г. Чернышёв и другие.
Была установлена категория «питомцев» Собрания для лучших студентов Московского университета.
Организация вела активную издательскую деятельность: печатало «Церковный словарь…» (части 1—3, 1773—1779), составленный протоиереем П. А. Алексеевым; издавало «Опыты трудов Собрания» (№ 1—6, 1774—1778), где печатались тексты старинных грамот и исторических документов XVII — начала XVIII века; печатало работы М. Н. Муравьёва, Ф. Н. Голицына, тексты речей на собраниях общества И. И. Мелиссино, А. А. Барсова, С. Г. Зыбелина.
Общество активно действовало до начала 1780-х годов, но с 1783 года центр работы над составлением словаря русского языка переместился в Санкт-Петербург, в учреждённую специально для этой цели Академию Российскую (1783), членами которой были избраны многие участники Собрания. Другой причиной угасания занятий стало учреждение при Московском университете Дружеского учёного общества, занявшего ведущее место в общественной деятельности университета. Последнее заседание Собрания состоялось в 1787 году.